# Sea Shimooka
Sea Shimooka, född 6 februari 1995, är en amerikansk skådespelare.
Shimooka har bland annat medverkat i TV-serierna Arrow och 3 Body Problem.

## Filmografi (i urval)
- 2018–2020 – Arrow (TV-serie)
- 2024 – 3 Body Problem (TV-serie)